# Gnamptogenys epinotalis
Gnamptogenys epinotalis is een mierensoort uit de onderfamilie van de Ectatomminae. De wetenschappelijke naam van de soort is voor het eerst geldig gepubliceerd in 1897 door Emery.